# Бобровий (пам'ятка природи)
Бобро́вий — зоологічна пам'ятка природи місцевого значення. Розташована на північ від с. Курилівка Хмільницького району Вінницької області у долині р. Південний Буг. Оголошена відповідно до Рішення Вінницької обласної Ради від 28.03.1997 р.

## Опис
Поселились бобри на річці Південний Буг на початку приблизно у 1990 р. Спочатку бачили всього два бобра. Але з часом бобри займали все більший відрізок берега річки . Це було видно по згризених деревах: верба ломка, тополя, вільха, кущі верболозу, які росли біли берега річки. Бобри активно будували своє житло, риючи нори в берегах. На даний час нараховується сім таких поселень бобрів, де є нори, лази, погризи дерев. Займають бобри дільницю протягом більше чотирьох кілометрів річки Південний. Буг.
Бобри поселяються там, де є кормова база, де є можливість будувати. житло: рити нору, або будувати хатку. Спарювання бобрів проходить взимку. Самка народжує 2-4 малят, яких годує молоком 55 днів. Малята швидко ростуть і розпочинають їсти самостійно. Живуть бобри сім'ями. Сім'ю складають 4-6 особин. Кожна сім'я має свою дільницю, де їсть, риє нори, проводить заготівлю кормів. Ця дільниця називається поселенням бобрів. Поселяння створюють колонію бобрів.
На р. Південний Буг в районі с. Курилівка станом на 1997 рік нараховувалось понад 24 особини річкових бобрів. Бобри активно займають все більшу дільницю мешкання.